# Cimetière nouveau de Romainville
Le cimetière nouveau de Romainville est l'un des deux cimetières de cette commune, avec l'ancien cimetière.
Il se situe dans une impasse rattachée à la rue Paul-de-Kock, dénommée « chemin des Pothuys ».

## Historique
La commune de Romainville est adhérente du Syndicat intercommunal funéraire de la région parisienne.